# Elecciones municipales de Marcos Juárez de 2022
Las elecciones municipales de Marcos Juárez de 2022 se realizaron el 11 de septiembre. Ese día se eligieron al intendente, a los 9 concejales del municipio y a los 3 miembros del Tribunal de Cuentas. Solo se presentaron 4 fuerzas políticas para competir por la intendencia. Estuvieron habilitadas para votar 24.177 personas.

## Encuestas
| Fecha                       | Encuestadora  | Muestra |      |      |     |     | Blanco | Indecisos | Ventaja |
| --------------------------- | ------------- | ------- | ---- | ---- | --- | --- | ------ | --------- | ------- |
| Fecha                       | Encuestadora  | Muestra |      |      |     |     | Blanco | Indecisos | Ventaja |
| 3 - 4 de septiembre de 2022 | CB Consultora | 406     | 43,7 | 49,1 | 3,5 | 1,1 | 2,6    | -         | 5,4     |
| 3 - 4 de septiembre de 2022 | CB Consultora | 406     | 39,4 | 45   | 2,7 | 1,1 | 3,8    | 8         | 5,6     |
| 20 - 21 de agosto de 2022.  | CB Consultora | 356     | 41,8 | 49   | 3,1 | 0,9 | 5,2    | -         | 7,2     |
| 20 - 21 de agosto de 2022.  | CB Consultora | 356     | 36,5 | 43,8 | 3   | 1   | 5,3    | 10,4      | 7,3     |

## Resultados
|  | 55,15 % |

|  | 38,49 % |

|  | 2,28 % |

|  | 1,43 % |

|  | 2,65 % |

|  | 97,42 % |

|  | 2,58 % |

|  | 69,01 % |

|  | 100 % |